# Anthocercis fasciculata
Anthocercis fasciculata ist eine Pflanzenart aus der Gattung Anthocercis in der Familie der Nachtschattengewächse (Solanaceae). Sie ist ein Endemit Western Australias. 

## Beschreibung
Anthocercis fasciculata ist ein aufrecht wachsender Strauch, der eine Wuchshöhe von bis zu 3,5 m erreicht. Er ist spärlich bis mäßig mit einfachen Drüsenhaarenbedeckt. Die sitzenden Laubblätter sind schmal elliptisch bis schmal verkehrt-eiförmig und ganzrandig. Sie sind im oberen Bereich der Pflanze 11 bis 45 mm lang und 3 bis 10 mm breit, die ersten Blätter an jungen Pflanzen sind größer.
Die Blütenstände sind Zymen. Die Blütenstiele sind 4 bis 16 mm lang. Der Kelch besitzt eine Länge von 3 bis 5 mm. Die weiß gefärbte Krone weist eine Länge von 9 bis 16 mm auf und die mit einer Länge von 4 bis 9 mm eiförmigen, elliptischen oder länglichen Kronzipfel besitzen eine gestutzte Spitze. Die Staubblätter sind 4 bis 6 mm lang.
Die elliptischen bis eiförmigen, oft leicht bespitzten Kapselfrüchte weisen eine Länge von 6 bis 9 mm auf. Die Samen besitzen eine Länge von 1,4 bis 2 mm.

## Verbreitung und Standorte
Diese seltene Art kommt endemisch im Fitzgerald-River-Nationalpark im Südwesten Western Australias vor. Sie wächst dort auf sandigem Boden in felsigen Quarz-Gebieten.

## Systematik
Anthocercis fasciculata wurde 1859 durch Ferdinand Jacob Heinrich von Mueller in Fragmenta Phytographiae Australiae, 1, S. 122 erstbeschrieben. Das Typusmaterial stammt vom Phillips River im südwestlichen Western Australia. Das Artepitheton fasciculatus leitet sich vom lateinischen Wort für Bündel ab und bezieht sich auf die Gruppierung der Blüten.

## Nachweise
- R. W. Purdie, D. E. Symon und L. Haegi: Anthocercis fasciculata. In: Solanaceae, Flora of Australia, Band 29, Australian Government Publishing Service, Canberra, 1982. S. 8. ISBN 0-642-07015-6.
- Datenblatt bei The Electronic Flora of South Australia des The State Herbarium of South Australia.